# Carburando
Carburando es un medio de comunicación argentino dedicado al deporte motor, principalmente al automovilismo nacional. Inició en 1960 como un programa radial y luego llegó a la televisión y a internet. Desde 2008 pertenece al Grupo Clarín.

## Historia

Antiguo logo de Carburando, usado hasta 2003.

Empezó a transmitirse el domingo 19 de marzo de 1960 en Radio Rivadavia con el nombre Corporación Automovilística Radial (CAR), por iniciativa de Isidro González Longhi y Andrés Rouco. En 1963 cambió de denominación a Carburando. En 1969, se incorporó Eduardo "Cacho" González Rouco, hijo y sobrino de aquellos, respectivamente. Las transmisiones radiales de Carburando pasaron a Radio La Red, en 1997 y unos años después a Radio Colonia. El espacio radial culminó al finalizar el año 2012.
En 1990, comenzó a transmitir el Turismo Carretera en televisión, primero por la recientemente fundada cadena Telefe hasta fines de 1991 y luego por el Canal 13 de Buenos Aires, desde 1992 hasta 2011. En 1996, comenzó a transmitir el Turismo Nacional, el cual transmitió hasta la temporada 2011. En 1997, empezó a transmitir el Top Race, que continua transmitiendo desde entonces (excepto en las temporadas 2010 y 2011 que se televisaron por América TV) y el Turismo Competición 2000 que también ha continuado transmitiendo desde entonces.
A principios de la década de 2000, Carburando realizó la producción de las transmisiones de la Fórmula 1 para la cadena latinoamericana Panamerican Sports Network.
En enero de 2008, el Grupo Clarín compró el 51% de Carburando, que correspondía a la productora Mundoshow. En los años siguientes, Carburando dejó de transmitir el TC (Turismo Carretera) y TN (Turismo Nacional): En 2012, el gobierno de Cristina Kirchner negoció con el entonces presidente de la ACTC (Asociación Corredores Turismo Carretera), Oscar Aventín, que todas las categorías fiscalizadas por la ACTC y el Turismo Nacional, pasaran a ser televisadas por la Televisión Pública dentro del programa "Automovilismo para Todos", permitiendo la difusión del deporte de manera pública.
Carburando ganó el Premio Martín Fierro como Mejor Programa Deportivo en los años 2001, 2005, 2011 y 2016.

## Equipo periodístico

### Actual
| Categoría           | Relatos                                  | Comentarios                              | Boxes                                   |
| ------------------- | ---------------------------------------- | ---------------------------------------- | --------------------------------------- |
| TC 2000             | Marcelo Mercado                          | Leonardo Regueira Ernesto "Tito" Bessone | Javier Delle Rose Fernando Caraccioli   |
| Top Race            | Matías Galende                           | Andrés Perco Emanuel "Tiki" Pérez Bravo  | Javier Delle Rose Julián Ronaldo García |
| TCR South America   | Christian González Rouco Marcelo Mercado | Andrés Perco Leonardo Regueira           | Leticia Datena                          |
| SuperBike Argentino | Matías Galende                           | Maximiliano Bibbó                        | Julián Ronaldo García                   |
| Stock Car Brasil    | Marcelo Mercado                          | Leonardo Regueira                        |                                         |
| Procar 4000         | Matías Galende                           | Andrés Perco                             | Javier delle Rose                       |

### Anterior
| Categoría                   | Conducción                              | Relatos                                    | Comentarios                                                                           | Boxes                                                                              |
| --------------------------- | --------------------------------------- | ------------------------------------------ | ------------------------------------------------------------------------------------- | ---------------------------------------------------------------------------------- |
| Turismo Carretera 1990-2004 | Eduardo González Rouco                  | Eduardo González Rouco                     | Eduardo Ruiz Daniel González Rouco Oscar Castellano (invitado) Rubén Daray (invitado) | Luis Calí Andrés Perco Javier Delle Rose Roberto Mayorana Andrés Agulla Raúl Gómez |
| Turismo Carretera 2005-2008 | Eduardo González Rouco                  | Héctor Tití" Camps                         | Daniel González Rouco Sergio Tenaglia                                                 | Andrés Perco Javier Delle Rose                                                     |
| Turismo Carretera 2009-2011 | Eduardo González Rouco                  | José Luis Benedetto                        | Sergio Tenaglia Andrés Perco                                                          | Javier Delle Rose Leonardo Regueira Mauricio Mansilla                              |
| TC 2000                     | Eduardo González Rouco                  | Marcelo Mercado                            | Sergio Tenaglia Juan Carlos Bravo Jorge Hankin Jorge Omar del Río (invitado)          | Javier Delle Rose (Comentarios) Andrés Perco Roberto Mayorana Andrés Agulla        |
| TN                          | Eduardo González Rouco                  | Christian González Rouco Marcelo Mercado   | Daniel González Rouco Juan Carlos Bravo                                               | Javier Delle Rose Andrés Perco Luciano Kinder Daniel Perriard                      |
| Turismo Pista               | Matías Galende Christian González Rouco | Matías Galende Christian González Rouco    | Andrés Perco                                                                          | Javier Delle Rose Julián Ronaldo García                                            |
| Top Race                    | Eduardo González Rouco                  | Héctor "Tití" Camps Eduardo González Rouco | Andrés Perco                                                                          | Raúl Gómez Javier Delle Rose                                                       |
| Top Race                    | Eduardo González Rouco                  | José Luis Benedetto                        | Andrés Perco                                                                          | Luciano Kinder Daniel Perriard                                                     |